# Waiting for the Sun (àlbum)
Waiting for the Sun és el tercer àlbum d'estudi de la banda de rock americana The Doors, publicat al 1968. Com en els seus anteriors treballs, la producció va anar a càrrec de Paul A. Rothchild i va ser publicat per Elektra Records. Va ser l’únic àlbum de la banda en aconseguir arribar al número 1 de la llista Billboard 200.

## Enregistrament
Waiting for the Sun inclou el segon numero u de la banda, «Hello, I Love You», una de les cançons de Jim Morrison que encara li restaven d’una remesa de melodies de 1965. La van tocar per Aura Records aquell any, juntament amb «Summer’s Almost Gone», abans que Robbie Krieger s’afegís a la banda. Sobre ella, es va al·legar que el riff principal i la melodia vocal havien estat robades a Ray Davies, de la cançó de The Kinks «All Day and All of the Night». Tot i que la banda ho va negar, Davies va assegurar que al final The Doors li va pagar drets d'autor pel tema.
La producció de Paul A. Rotchild va donar lloc a múltiples preses com a conseqüència del seu creixent perfeccionisme, cosa que va suposar un problema pel grup. El fet que Morrison va augmentar el seu consum d’alcohol també va causar tensions i dificultats a l’estudi, fins al punt que John Densmore va abandonar una sessió frustrat pel seu comportament.
La banda va provar d’incloure l’èpica «The Celebration of the Lizard», que hauria d’ocupar tota la segona cara. La idea d’ampliar els temes de forma lliure, que ja havien portat a terme abans amb «The End» i «When the Music’s Over», els atreia, però no van poder connectar la música amb la lletra (que va ser inclosa a l'àlbum original).

## Publicació
El llançament va ser el 3 de juliol de 1968 i al cap d’un mes ja havia aconseguit el número 1 a la llista Billboard 200 i la certificació de disc d’or. L’any 1987 va aconseguir la categoria de disc de platí.
Per promocionar el disc es van escollir com a senzills «The Unknown Soldier», que va arribar a la posició 39 de la llista Billboard Hot 100, i «Hello, I Love You», que es va convertir en el segon senzill de la banda en aconseguir el numero 1 de les llistes, després que «Light My Fire» ho aconseguís l’any anterior.

## Llista de cançons
Totes les cançons foren escrites i compostes per The Doors. 
| 1. | «Hello, I Love You»      | 2:22 |
| 2. | «Love Street»            | 3:06 |
| 3. | «Not to Touch the Earth» | 3:54 |
| 4. | «Summer's Almost Gone»   | 3:20 |
| 5. | «Wintertime Love»        | 1:52 |
| 6. | «The Unknown Soldier»    | 3:10 |

| 1. | «Spanish Caravan»              | 2:58 |
| 2. | «My Wild Love»                 | 2:50 |
| 3. | «We Could Be So Good Together» | 2:20 |
| 4. | «Yes, the River Knows»         | 2:35 |
| 5. | «Five to One»                  | 4:22 |

## Personal
Informació provinent de l'edició original d'Elektra de 1968.

#### The Doors
- Jim Morrison – veu
- Ray Manzarek – teclats
- Robbie Krieger – guitarra
- John Densmore – bateria

Músics addicionals
- Douglas Lubahn – baix, baix elèctric a «Spanish Caravan»
- Kerry Magness – baix a «The Unknown Soldier»
- Leroy Vinegar – baix acústic a «Spanish Caravan»

### Producció
- Producció – Paul A. Rothchild
- Supervisor de Producció – Jac Holzman
- Enginyeria – Bruce Botnick
- Direcció artística/Disseny – William S. Harvey
- Fotografia – Paul Farrara (portada), Guy Webster (contraportada)

## Llistes
Àlbum
| Any  | Llista        | Posició | Setmanes llista |
| ---- | ------------- | ------- | --------------- |
| 1968 | Billboard 200 | 1       | 41              |

Senzills
| Any  | Senzill (Cara A / Cara B)                              | Llista            | Posició | Setmanes llista |
| ---- | ------------------------------------------------------ | ----------------- | ------- | --------------- |
| 1968 | «The Unknown Soldier» / «We Could Be So Good Together» | Billboard Hot 100 | 39      | 8               |
| 1968 | «Hello, I Love You» / «Love Street»                    | Billboard Hot 100 | 1       | 12              |

### Certificacions
| País                                              | Certificació | Unitats venudes |
| ------------------------------------------------- | ------------ | --------------- |
| Estats Units (RIAA)                               | Platí        | 1.000.000^      |
| Regne Unit (BPI)                                  | Or           | 100.000^        |
| Canadà (Music Canada)                             | Platí        | 100.000^        |
| Alemanya (BVMI)                                   | Or           | 250.000^        |
| França (SNEP)                                     | 2 x Or       | 200.000^        |
| ^ Indica vendes basades només en la certificació. |              |                 |